# Horabagridae
Horabagridae — родина ряду сомоподібні. Має 2 роди і 6 видів. Стосовно виокремлення цих сомів в самостійну родину існують деякі суперечності. Втім за дослідженням 2016 року Horabagridae вважають самостійною родиною рибу (на основі молекулярним досліджень), куди переведено роди з родини Bagridae та Schilbeidae.

## Опис
Загальна довжина представників цієї родини коливається від 8 до 45 см. Голова видовжена. Очі великі. Є 3 пари вусів. Тулуб кремезний, подовжений. Черево велике. Спинний плавець високий, помірно широкий. Грудні та черевні плавці маленькі. Жировий плавець маленький. Хвостовий плавець з виїмкою та широкими лопатями.
Забарвлення спини та боків сталево-сірого або коричневого кольору, черево — білувате.

## Спосіб життя
Зустрічаються в повільних річках з каламутною водою, у верхів'ї річок зі швидкою течією, а також в озерах. Утворюють значні косяки. Вдень ховаються серед корчів або каміння. Активні вночі. Живляться водними безхребетними та дрібною рибою.
Для розмноження запливають до затоплюваних ділянок лісу.

## Розповсюдження
Мешкають на південному заході Індії, островах Суматра і Калімантан (Індонезія).

## Роди
- Horabagrus
- Pseudeutropius